# Bệnh truyền qua đường máu
Bệnh lây truyền qua đường máu là căn bệnh có thể lây lan qua ô nhiễm bởi máu và các chất dịch cơ thể khác.  Mầm bệnh lây truyền qua đường máu là các vi sinh vật như virus hoặc vi khuẩn. Các ví dụ phổ biến nhất là HIV, viêm gan B (HVB), viêm gan C (HVC) và sốt xuất huyết do virus.
Các bệnh thường không lây truyền trực tiếp qua tiếp xúc với máu, mà là do côn trùng hoặc vec tơ khác, được phân loại hữu ích hơn là bệnh truyền qua vector, mặc dù tác nhân gây bệnh có thể được tìm thấy trong máu.  Các bệnh do vector gây ra bao gồm virus Tây sông Nin, sốt zika và sốt rét.
Nhiều bệnh lây truyền qua đường máu cũng có thể được ký hợp đồng bằng các biện pháp khác, bao gồm hành vi tình dục có nguy cơ cao hoặc sử dụng thuốc tiêm tĩnh mạch.  Những bệnh này cũng đã được xác định trong y học thể thao. 
Vì rất khó xác định mầm bệnh nào trong bất kỳ mẫu máu nào có chứa, và một số bệnh truyền qua đường máu gây tử vong, thực hành y tế tiêu chuẩn coi tất cả máu (và bất kỳ chất lỏng nào trong cơ thể) đều có khả năng lây nhiễm. Các biện pháp phòng ngừa máu và dịch cơ thể là một loại thực hành kiểm soát nhiễm trùng nhằm tìm cách giảm thiểu loại lây truyền bệnh này.

## Phơi nhiễm nghề nghiệp
Máu gây ra mối đe dọa lớn nhất đối với sức khỏe trong phòng thí nghiệm hoặc lâm sàng do chấn thương cần thiết (ví dụ: thiếu kỹ thuật xử lý kim thích hợp và/hoặc ống tiêm an toàn).  Những rủi ro này là lớn nhất trong số các nhân viên chăm sóc sức khỏe, bao gồm: y tá, bác sĩ phẫu thuật, trợ lý phòng thí nghiệm, bác sĩ, bác sĩ phẫu thuật và kỹ thuật viên phòng thí nghiệm. Những vai trò này thường yêu cầu sử dụng ống tiêm để lấy máu hoặc quản lý thuốc.
Cơ quan quản lý an toàn và sức khỏe nghề nghiệp (OSHA) quy định 5 quy tắc bắt buộc đối với một cơ sở chăm sóc sức khỏe phải tuân theo để giảm nguy cơ nhân viên tiếp xúc với mầm bệnh trong máu. Chúng là: